# Mecyclothorax terminalis
Mecyclothorax terminalis är en skalbaggsart som först beskrevs av Blackburn 1881.  Mecyclothorax terminalis ingår i släktet Mecyclothorax och familjen jordlöpare. Inga underarter finns listade i Catalogue of Life.